# Ron Elsen
Ron Elsen (Maastricht, 28 januari 1967) is een Nederlands voetbaltrainer. Hij was zes keer (interim-)coach MVV Maastricht.
Elsen was in het seizoen 2002/03 al interim-coach bij MVV na het ontslag van Roger Reijners. Hierna kon hij in juli 2003 definitief hoofdtrainer worden, maar daar zag hij vanaf. Wel bleef hij werkzaam bij de club uit Maastricht, als manager voetbalzaken. In maart 2010 werd Elsen wederom hoofdtrainer bij MVV, nadat hij interim-coach Paul Meulenberg opvolgde omdat deze niet over de vereiste trainersdiploma's beschikte. Meulenberg was eindverantwoordelijke geworden na het ontslag van hoofdtrainer Fuat Çapa. Na het seizoen 2009/2010 werd Elsen opgevolgd door René Trost. Halverwege het seizoen 2013/2014 werd Elsen nogmaals van stal gehaald om het roer over te nemen als interim-coach, ditmaal nadat Tiny Ruijs opstapte als trainer van de Limburgers. Binnen MVV was Elsen de enige met een trainersdiploma. Elsen stopte op 7 mei 2019 als trainer bij MVV en werd Technisch directeur binnen de club. Fuat Usta volgde hem op als trainer van MVV.